# Олтушевская волость
Олтушевская во́лость   — нижняя административно-территориальная единица в составе Вязниковского уезда Владимирской губернии Российской империи и СССР. Волостной центр — деревня Илевники. Ныне территория Вязниковского и  Гороховецкого районов Владимирской области России.

## История
Упразднена в 1929 году.

## Состав
По данным на 1905 год входили 47 населённых пунктов
- Аксёново
- Ботулино
- Брагино
- Быльцыно
- Вантино
- Войново (Воиново)
- Горемыкино
- Григорово
- Близ нея хутор[2]
- Завражье
- Илевники — волостной центр
- Ильина Гора
- Колесниково
- Комлево
- Конорово[3]
- Коровкино
- Коширино
- Крутово
- Кудрявцево
- Лапино
- Ларионово[4]
- Лог
- Ломки
- Марьино
- Митино
- Мишурово
- Новокостцы (ныне Новокосцы)
- Олтушево
- Пески
- Петрово = Перово (Вязниковский район)? В источнике нет[2]
- Петрунино
- Пировы Городищи (Пировы-Городнице; ныне Пировы-Городищи)
- Реутово
- Руделёво
- Рудильницы
- Свиново (ныне Тополёвка)
- Секерино
- Слободка (Слободищи)
- Сменки
- Сокурово (Слобод.; ныне Большое Сокурово[5])
- Тарханово
- Татаринцево
- Третьяково[6]
- Федурники
- Чернышево
- Шаулино
- Щекино
- Ярополческий Оселок (ныне Яр)